# 서천중학교 (충남)
서천중학교(舒川中學校)는 대한민국 충청남도 서천군 서천읍 군사리에 있는 공립 중학교이다.

## 학교 연혁
- 1946년 10월 6일 : 서천공립중학교 인가
- 1946년 12월 12일 : 개교
- 1947년 9월 18일 : 현 위치로 교사 이전
- 1951년 7월 20일 : 남녀공학 12학급 인가
- 1953년 5월 29일 : 중. 고등학교 병설 인가
- 1964년 5월 7일 : 학칙변경에 의거 여학교 분리
- 1971년 1월 30일 : 남자 24학급 인가
- 1974년 3월 1일 : 남자 중.고등학교 분리 인가
- 2023년 3월 1일 : 제34대 김유집 교장 취임
- 2024년 1월 5일 : 제76회 졸업식(총 17,078명)
- 2024년 3월 4일 : 제79회 입학식(51명)
- 2025년 3월 1일 : 제35대 조명숙 교장 취임

## 참고 자료
- 서천중학교 - 한국교육학술정보원 학교알리미